# Sylva
Sylva (russisk: Сылва) er en flod i Sverdlovsk oblast og Perm kraj i Rusland. Den er 493 km lang, med et afvandingsareal på 19.700 km². Den munder ud i Kama-reservoiret. Floden fryser over i november og er islagt til i april. De vigtigste bifloder er Iren, Barda og Sjakva. Vigtigste flodhavn er Kungur.
58°06′28″N 56°38′16″Ø / 58.107777777778°N 56.637777777778°Ø